# 阮玉嫻德
樂成公主阮玉嫻德（越南语：／；1843年至1845年之間—1899年以後），越南阮朝紹治帝第三十一女，生母瑞嬪張氏慎。

## 生平
紹治年間，阮玉嫻德在順化皇城出生。嗣德初下嫁，駙馬姓名不詳。嗣德二十二年（1869年），嗣德帝封嫻德為樂成公主。樂成公主去世年份待考，不過可以確定成泰十一年（1899年）時仍然在世。
樂成公主子女情況不詳，《大南實錄》中曾提及嫻德同母弟協和帝有一外甥阮惟善，或許是樂成公主之子。